# Норо (город)
Норо (англ. Noro) — небольшой город на острове Нью-Джорджия, административно входит в состав Западной провинции государства Соломоновы Острова. Глубоководный порт и гавань.
Население Норо — 3365 человек (2009). Наряду с городами Гизо и Мунда, Норо является самым крупным населённым пунктом островов Нью-Джорджия.

## Экономика
Основное занятие местных жителей — рыболовство и сельское хозяйство.
Известен как столица вылова тунца юго-западной части Тихого океана.
В Норо основана и действует местная рыболовная компания NFD (National Fisheries Development Ltd). Располагая 8-ю рыболовными судами, NFD ежегодно вылавливает от 25 000 до 30 000 тонн тунца на сумму около $45 млн. 
В операциях по переработке тунца задействована половина Норо.
Климат влажный, тропический. Местность, в которой расположен Норо, подвержена частым землетрясениям, циклонам и цунами.